# 모두 함께 왓핫하!/사랑은 누드
《모두 함께 왓핫하!/사랑은 누드》(みんなでワーッハッハ! / 愛はヌード)는 TOKIO의 19번째 싱글이다.

## 설명
- 〈みんなでワーッハッハ!〉는 TOKIO 멤버 전원이 출연하는 후지TV 버라이어티 프로그램 《멘토레G》의 엔딩 곡으로 타이업 되었다.
- 〈愛はヌード〉는 멤버 마츠오카 마사히로가 주연한 후지TV 드라마 쇼카츠 주제가로 타이업 되었다.
- 제51회 NHK 홍백가합전의 출전 곡이다.
- PV가 있지만, TOKIO의 PV집 중에 어떤 PV집에도 수록되지 않았다. 이유는 TOKIO의 레이블 이적에서 저작권과 관련해서 발생되었다. TOKIO가 소니 뮤직 엔터테인먼트 재팬에서 유니버설 재팬으로 레이블로 옮기는 사이에 발매된 싱글이 이 싱글과 《恋に気づいた夜》이다. 이적 과정에서 저작권과 관련되어 수록이 불가능한 것으로 일본에서 판단되고 있다. 더불어, 소니 뮤직 엔터테인먼트에서 발매한 마지막 싱글 《恋に気づいた夜》의 PV 역시 어떤 PV집에도 수록 되어 있지 않다.
- 샤란Q의 쯩쿠♂가 작사·작곡·프로듀스를 담당한 음반이다. 나중에 쯩쿠♂가 라이브 하기도 하였다.

## 수록곡
1. みんなでワーッハッハ!
  - 작사·작곡 : 쯩쿠♂ / 편곡 : 마츠바라 켄
2. 愛はヌード
  - 작사·작곡 : 쯩쿠♂ / 편곡 : 스즈키 슌스케
3. みんなでワーッハッハ!（Backing Track）
4. 愛はヌード（Backing Track）